# 黛安娜·韋恩·瓊斯
黛安娜·韋恩·瓊斯（英語： Diana Wynne Jones，1934年8月16日—2011年3月26日）是一位英國奇幻小說的小說家，在一部份的愛好讀者之間，名字也被略稱為「DWJ」，擅長發揮適合小孩子看的魔法主題為背景的故事。最著名的作品有《魔法師豪爾》系列、《奎師塔門西的眾世界》系列、《道爾馬克四重奏》系列等等。

## 人物概要
1934年8月16日，黛安娜·韋恩·瓊斯在倫敦出生。父親是理查·安奈林·瓊斯（Richard Aneurin Jones），母親是瑪喬麗「傑克森」·瓊斯（Marjorie「Jackson」Jones），他們兩個都是教育家。當她過5歲生日時爆發了第二次世界大戰，因此他們就疏散到威爾斯，而之後還搬過許多地方，包括有康尼斯頓湖、約克，之後又回到倫敦來。在1943年，她的家人安定在艾塞克斯郡撒克斯特德，在那裡黛安娜與她的兩個妹妹伊索貝爾（後為伊索貝爾·阿姆斯壯（Isobel Armstrong）教授，她是文學評論家）與娥蘇拉（Ursula）一起度過她們的童年。據說瓊斯在孩提時期非常喜愛古典類的東西，對於英雄大部分都是男性，而女性總是柔弱的一方。在學校認識了好朋友莎芙蓉·華爾登（Saffron Walden）並在牛津大學聖安妮學院學習英語，在1956年大學畢業前聽過J·R·R·托爾金與C·S·路易斯的演講。在大學畢業後，她與同校的約翰·柏洛（John Burrow）結婚，他是個中世紀文學的學者。她有三個兒子理查（Richard）、麥可（Michael）與柯林（Colin），之後在倫敦停留了一段時間，1957年夫婦回到牛津，而在1976年他們搬到布里斯托。
瓊斯的書預定是寬廣的，幾乎在鬧劇的歡愉範圍在荒謬邏輯情況的建築物（特别顯示在她的一些書的結尾），對急劇社會的觀察，對文藝形式機智的蠢事。主要是在她的幻想世界指南（1997年），與它奇幻朝聖團（1998年）和拯救貧窮學園（2000年），哪些被提供說刻版的劍與魔法史詩是為其殘酷的批評（雖然不缺乏愛）。
而哈利波特系列的書卻常常被與黛安娜·韋恩·瓊斯的書做比較。現在有許多她早期的童書都已經絕版了，但現在激發年輕人對於奇幻小說興趣與閱讀卻被哈利波特所取代。
瓊斯有一些工作上的同行羅賓·麥金利（Robin McKinley）與尼爾·蓋曼（Neil Gaiman）。她是蓋曼的朋友，而他們在其他工作上都是其書迷。她專注在她小說赫克斯伍德（1993年）裡，在與他討論時啟發了劇情的一個關鍵部分的事之後。1991年蓋曼在他的四格漫畫書魔法書迷你系列"四個女巫"裡，瓊斯是其中一個。
她的書《魔幻城堡》在2004年被改編成日本動畫電影《霍爾的移動城堡》，由宮崎駿製作，在2005年於英國與美國發行，而霍爾的聲音由克里斯汀·貝爾配音，弓箭手的呆子於1992年在電視上播出了。
魔法的條件，是第一本奎師塔門西的眾世界系列的書，在1977年獲得了兒童叢書的監護人獎。在1981年瓊斯是兒童圖書獎的亞軍，並且兩次都是卡內基獎的亞軍。在1999年他獲得了2個主要的幻想獎：創神奇幻文學獎的兒童部分都在美國，而與卡爾·愛德華·華格納獎不同的是在英國。由英國奇幻協會授予個人或組織造成對幻想的重大影響。
她的作品在於死板的非小說和奇幻小說之間，她的幻想世界指南受到作家和評論家歡迎。2006年，幻想世界指南在英國重新出版，美國火鳥出版社發行。火鳥編輯另外有製作一個全新的設計，包括一張新地圖。
在2006年7月，布里斯托大學授予黛安娜·韋恩·瓊斯文學博士。她在2007年得到世界奇幻獎終身成就。
2009年初夏，瓊斯患了肺癌。她在7月時動了手術，並告知朋友。但卻在2011年3月26日，黛安娜·韋恩·瓊斯過世，享壽76歲。
在她死後，蜈蚣與女巫和瓊斯收集的文章將在2011年以後發表。

## 私生活
根據她的自傳，黛安娜從10歲開始就是無神論者。

## 作品目錄

### 小說
《奎師塔門西的眾世界》系列：
- 1977年《魔法的條件》（Charmed Life）
- 1980年《天使的魔咒》（The Magicians of Caprona）
- 1982年《巫術滿天飛》（Witch Week）
- 1988年《九命幻術師》（The Lives of Christopher Chant）
- 2000年《魔法萬花筒》（Mixed Magics）
- 2000年《靈魂偷竊者》（Stealer of Souls）
- 2005年《康拉德命運》（Conrad's Fate）
- 2006年《平霍的蛋》（The Pinhoe Egg）

《暗世主德克》系列：
- 1998年《奇幻朝聖團》（Dark Lord of Derkholm）
- 2000年《拯救貧窮學園》（Year of the Griffin）

《道爾馬克四重奏》系列：
- 1975年《魔琴與吟遊馬車》（Cart and Cwidder）
- 1977年《魔法稻草人》（Drowned Ammet）
- 1979年《魔衣地圖》（The Spellcoats）
- 1993年《道爾馬克的榮冠》（Crown of Dalemark）

《魔法師豪爾》系列：
- 1986年《魔幻城堡》（Howl's Moving Castle）
- 1990年《飛天魔毯》（Castle in the Air）
- 2008年《奇異房子》又譯《迷宮之屋》（House of Many Ways）

《瑪吉德》系列：
- 1997年《深刻秘密》（Deep Secret）
- 2003年《魔法陰謀論》（The Merlin Conspiracy）

### 其他
- 1970年《轉換》（Changeover）
- 1973年《威爾金斯的牙》（Wilkins' Tooth）
- 1974年《樓下殘暴的人》（The Ogre Downstairs）
- 1975年《雜工》（Dogsbody）
- 1977年《三人力量》（Power of Three）
- 1981年《鬼的時間》（The Time of the Ghost）
- 1981年《家中粗魯的人》（The Homeward Bounders）
- 1984年《弓箭手的呆子》（Archer's Goon）
- 1985年《火與毒芹》（Fire and Hemlock）
- 1987年《時間城市的傳說》（A Tale of Time City）
- 1989年《狂野羅伯特》（Wild Robert）
- 1991年《黑瑪莉亞》（Black Maria）
- 1992年《是的，親愛的》（Yes, Dear）
- 1992年《突然狂野的魔法》（A Sudden Wild Magic）
- 1993年《赫克斯伍德》（Hexwood）
- 1999年《在起動的少女》（Puss in Boots）
- 2006年《安娜·希丁斯》（Enna Hittims）
- 2007年《遊戲（中篇小說）》（The Game (novella)）
- 2010年《被迷惑的玻璃》（Enchanted Glass）
- 2011年《蜈蚣與女巫》（Earwig and the Witch）

### 收集
- 1981年《輪子和其他故事的魔法師》（Warlock at the Wheel and Other Stories）
- 1993年《停止咒語》（Stopping for a Spell）
- 1994年《艾佛拉德的駕駛》（Everard's Ride）
- 1996年《極小奧秘》（Minor Arcana）
- 1999年《相信看見》（Believing is Seeing）
- 2002年《意想不到的魔法》（Unexpected Magic）

### 選集
- 1989年《暗藏的旋轉》（Hidden Turnings）
- 1994年《奇幻故事》（Fantasy Stories）
- 1995年《中了咒語》（Spellbound）

### 一些短篇故事
- 《椅子人》（Chair Person）
- 《四個老奶奶》（The Four Grannies）
- 《誰擺脫了安格斯火石？》（Who Got Rid of Angus Flint?）
- 《小點點》（Little Dot）
- 《我向你保證》（I'll Give You My Word）
- 《喬男孩》（JoBoy）
- 《珊曼莎的日記》（Samantha's Diary）

### 非小說類或詩歌
- 1984年《史吉佛的指南》（The Skiver's Guide）
- 1991年《栩栩如生的再現生活》（A Slice of Life）
- 1994年《記敘文的形狀》（The Shape of the Narrative）
- 1997年《幻想世界指南》（The Tough Guide to Fantasyland）
- 《在梅杜莎文章上討論瓊斯對兒童文學所反對她的成人文學的意見》（The Medusa article in which Jones discusses her opinions of adult literature as opposed to children's literature）

## 關於瓊斯的書
- Rosenberg (ed.), Teya;  et al. . Peter Lang. 2002. ISBN 0-820-45687-X.
- Mendlesohn, Farah. . Routledge. 2005. ISBN 0-415-97023-7.
- Butler, Charles. . Scarecrow Press. 2006. ISBN 0-810-85242-X.

## 紀念
- 2014年8月16日，Google更改首頁的標誌，以紀念瓊斯80歲冥誕。[9][10]

## 外部連結
- Diana Wynne Jones fan site
- Bibliography（页面存档备份，存于） on SciFan
- Fantastic Fiction（页面存档备份，存于）
- Diana Wynne Jones Wiki （页面存档备份，存于） (no connection with Wikipedia)
- An interview with the BBC（页面存档备份，存于）
- 網路推理小說資料庫上的Diana Wynne Jones